# Шлёпали шлёпки
«Шлёпали шлёпки» — другий студійний альбом української співачки Олі Полякової, який був випущений в 2017 році.

## Про альбом
На альбомі в основному містяться пісні, які вже були випущені раніше, але за задумом Полякової плейлист повинен відображати реальний творчий шлях виконавиці. Сама співачка називає свій стиль «вернакулярний поп».
Альбому передував всеукраїнський тур «Шлёпали шлёпки», який і дав назву альбому.
Пісня «#Шлепки» у 2020 році ввійшла у список 20 знакових українських пісень за 20 років, визначений організаторами Національної музичної премії YUNA.

## Сингли
З альбому було випущено дев'ять синглів. Перший з них — «#Шлёпки»  — був випущений в травні 2013 року, пісня стала миттєвим хітом, зайнявши вершини Українських хіт-парадів.
Трохи раніше, 21 грудня 2012 року, в день кінця світу, вийшов тематичний відеокліп на сингл «Russian Style», проте як сингл пісня вийшла в тому ж травні, після синглу «#Шлёпки». До альбому потрапила трохи змінена версія пісні, де замість «Russian Style» співачка співає «Polyakova Style».
23 жовтня 2013 року співачка представила кліп на нову пісню «Люли», режисером якого стали Олена Вінярська та сама Оля Полякова. 16 грудня пісня була випущена як сингл і стала доступна для цифрового завантаження. Пісня стала хітом, піднявшись в топ-10 радіочартів України. За підсумками 2014 року пісня стала восьмою найбільш розшукуваною в інтернеті, а також отримала звання «Пісня року 2014» від телеканалу «Інтер».
У 2014 році були презентовані сингли «Асталавіста, сепаратиста!» і «Брошенный котёня».
13 березня 2015 року Оля випустила новий сингл «Любовь-морковь», музичне відео було випущено 25 Квітня.
29 липня 2015 року був випущений сингл «Первое лето без него». Пісня швидко набрала популярність і увійшла в топ-10 радіочартів України. У вересні співачка представила відеокліп на пісню.
12 квітня 2016 року вийшов новий сингл «О Боже, как больно!», а 19 травня був представлений відеокліп, знятий Аланом Бадоєвим. Міні-фільм про те, ким Оля була до того як стати «суперзіркою», набрав більше мільйона переглядів на YouTube за тиждень.
10 серпня 2016 року був представлений сингл «#Плавочки», трохи раніше був випущений відеокліп на пісню.

## Список композицій
| #     | Назва                    | Автор слів                                                       | Автор музики                      | Тривалість |
| ----- | ------------------------ | ---------------------------------------------------------------- | --------------------------------- | ---------- |
| 1.    | «Polyakova Style»        | Олександр Воєвуцький                                             | Геннадій Крупник                  | 3:11       |
| 2.    | «#Шлёпки»                | Віталій Таран, Олександр Вратарьов                               | Віталій Таран                     | 3:35       |
| 3.    | «Плавочки»               | Віталій Таран, Мирослав Кувалдін                                 | Мирослав Кувалдін                 | 3:32       |
| 4.    | «Люли»                   | Інна Рахманіна                                                   | Світлана Кулеміна                 | 3:35       |
| 5.    | «Любовь-морковь»         | Наталя Касимцева                                                 | Світлана Кулеміна                 | 3:12       |
| 6.    | «О Боже, как больно»     | Наталя Ярмоленко, Мирослав Кувалдін                              | Наталя Ярмоленко                  | 3:13       |
| 7.    | «Первое лето без него»   | Михайло Ясинський, Ольга Полякова, Мирослав Кувалдін, Омар Хайям | Ольга Полякова, Мирослав Кувалдін | 3:36       |
| 8.    | «Шарик»                  | Тетяна Залужна                                                   | Тетяна Залужна                    | 3:04       |
| 9.    | «Мальчикам это нравится» | Світлана Кравчук                                                 | Світлана Кравчук                  | 3:32       |
| 10.   | «Мама казала»            | Мирослав Кувалдін                                                | Мирослав Кувалдін                 | 3:05       |
| 11.   | «Love is»                | Мирослав Кувалдін                                                | Василь Ткач, Мирослав Кувалдін    | 3:39       |
| 12.   | «Брошенный котёня»       | Михайло Ясинський                                                | Руслан Квінта                     | 3:02       |
| 13.   | «Асталависта»            | Мирослав Кувалдін, Михайло Ясинський                             | Мирослав Кувалдін                 | 3:29       |
| 43:42 |                          |                                                                  |                                   |            |